# Mariusz Stępiński
Mariusz Stępiński, né le 12 mai 1995 à Sieradz, est un footballeur international polonais. Il occupe actuellement le poste d'attaquant à l'Omónia Nicosie.

## Biographie

### S'impose très jeune en Pologne
À son arrivée au Widzew Łódź, à l'été 2011, Mariusz Stępiński est placé en équipe réserve, mais est très vite surclassé. En effet, en novembre, il joue son premier match de première division, à l'âge de seize ans. Resté dans le groupe professionnel tout le reste de la saison, il refait quelques apparitions sur les terrains, principalement en tant que remplaçant. Alors que le Widzew termine sa saison (et sera finalement classé à la onzième place), Stępiński, huit matches d'Ekstraklasa au compteur, est appelé pour jouer le championnat d'Europe des moins de 17 ans en Slovénie. Avec ses coéquipiers, il finit la phase de poules à la deuxième place, derrière les Pays-Bas, et s'offre le droit d'atteindre les demi-finales. Face à l'Allemagne, Mariusz Stępiński s'incline un à zéro.
De retour à Łódź, Stępiński s'emploie à changer de statut vis-à-vis de son entraîneur, ce qu'il réussit à faire avant la trêve hivernale. Régulièrement titularisé à partir de cette période, il marque également quelques buts. En février 2013, il joue son premier match (non officiel) avec la sélection polonaise, composée uniquement de joueurs « locaux », contre la Roumanie. En mai, à l'approche de son dix-huitième anniversaire, alors qu'il joue toujours autant et est sollicité par plusieurs écuries polonaises et européennes, Mariusz Stępiński annonce qu'il ne signera pas de nouveau contrat avec le Widzew, le précédent expirant le jour de sa majorité. Il est alors placé par les dirigeants en équipe réserve.

### Première expérience en Allemagne à 18 ans
Libre de s'engager où il le désire, Stępiński est approché par Nuremberg, dixième du dernier championnat allemand mais en difficulté dans le secteur offensif (quatrième moins bonne attaque de la ligue, son meilleur buteur étant le défenseur Per Nilsson et ses six buts). Le 5 juin 2013, Nuremberg annonce l'arrivée du jeune joueur polonais, qui signe un contrat portant jusqu'en juin 2016. Le club allemand, qui a recruté quelques jours auparavant l'attaquant Daniel Ginczek, ancien espoir de l'équipe nationale allemande et du Borussia Dortmund, intègre dans son équipe B Mariusz Stępiński alors âgé de 18 ans.

### Retour en Pologne
N'ayant pas réussi à s'imposer en Allemagne à Nuremberg, il décide de retourner en Pologne en rejoignant d'abord en prêt le Wisła Cracovie pendant la saison 2014-2015 avant d'être transféré au Ruch Chorzów pour la saison 2015-2016 où il inscrira 15 buts en 34 matchs en championnat Ekstraklasa.

### Transfert vers Nantes
À la suite de longues négociations avec le Ruch Chorzów et après avoir disputé 5 matchs avec son ancien club et inscrit 3 buts, il rejoint officiellement le FC Nantes le 29 août 2016 pour 2M€ plus bonus. Mariusz Stępiński inscrit son premier doublé sous ses nouvelles couleurs face à Blois le 7 janvier 2017 en 32èmes de finale de Coupe de France, 2 buts qui confirment ses qualités de renard des surfaces. Lors de la 25ème journée de Ligue 1, alors que l'attaque du FC Nantes est contestée une partie des supporters du fait de son inefficacité (classée dernière attaque de ligue 1 avec seulement 15 buts), l'avant-centre Polonais inscrit le second but lors d'un Nantes-Marseille haletant, remporté 3-2 par les canaris. Mariusz Stepinski efface trois défenseurs marseillais, avec un contrôle de la poitrine, un coup du sombrero et un jongle pour placer une frappe du droit enchaînée.

## Statistiques
| Saison                | Club                  | Championnat           | Championnat | Championnat | Coupe(s) nationale(s) | Coupe(s) nationale(s) | Pologne | Pologne | Total | Total |
| Saison                | Club                  | Division              | M.          | B.          | M.                    | B.                    | M.      | B.      | M.    | B.    |
| 2011-2012             | Widzew Łódź           | Ekstraklasa           | 8           | 0           | 0                     | 0                     | -       | -       | 8     | 0     |
| 2012-2013             | Widzew Łódź           | Ekstraklasa           | 25          | 5           | 1                     | 0                     | 1       | 0       | 27    | 5     |
| Sous-total            | Sous-total            | Sous-total            | 33          | 5           | 1                     | 0                     | 1       | 0       | 35    | 5     |
| 2013-2014             | FC Nuremberg II       | Regionalliga Bayern   | 22          | 6           | 0                     | 0                     | -       | -       | 22    | 6     |
| Sous-total            | Sous-total            | Sous-total            | 22          | 6           | 0                     | 0                     | -       | -       | 22    | 6     |
| 2014-2015             | Wisła Cracovie (prêt) | Ekstraklasa           | 25          | 2           | 1                     | 0                     | -       | -       | 26    | 2     |
| Sous-total            | Sous-total            | Sous-total            | 25          | 2           | 1                     | 0                     | -       | -       | 26    | 2     |
| 2015-2016             | Ruch Chorzów          | Ekstraklasa           | 34          | 15          | 2                     | 0                     | 2       | 0       | 38    | 15    |
| 2016-2017             | Ruch Chorzów          | Ekstraklasa           | 5           | 3           | 1                     | 0                     | -       | -       | 6     | 3     |
| Sous-total            | Sous-total            | Sous-total            | 41          | 18          | 3                     | 0                     | 2       | 0       | 46    | 18    |
| 2016-2017             | FC Nantes             | Ligue 1               | 21          | 4           | 4                     | 3                     | -       | -       | 25    | 7     |
| 2017-2018             | FC Nantes             | Ligue 1               | 1           | 0           | 0                     | 0                     | -       | -       | 1     | 0     |
| Sous-total            | Sous-total            | Sous-total            | 22          | 4           | 4                     | 3                     | -       | -       | 26    | 7     |
| 2017-2018             | Chievo Vérone (prêt)  | Serie A               | 22          | 5           | 1                     | 0                     | 1       | 0       | 24    | 5     |
| 2018-2019             | Chievo Vérone         | Serie A               | 35          | 6           | 2                     | 0                     | -       | -       | 37    | 6     |
| 2019-2020             | Chievo Vérone         | Serie B               | 1           | 0           | 2                     | 1                     | -       | -       | 3     | 1     |
| Sous-total            | Sous-total            | Sous-total            | 58          | 11          | 5                     | 1                     | 1       | 0       | 64    | 12    |
| 2019-2020             | Hellas Vérone (prêt)  | Serie A               | 12          | 2           | -                     | -                     | -       | -       | 12    | 2     |
| 2020                  | Hellas Vérone         | Serie A               | 9           | 1           | -                     | -                     | -       | -       | 9     | 1     |
| Sous-total            | Sous-total            | Sous-total            | 21          | 3           | 0                     | 0                     | -       | -       | 21    | 3     |
| 2020-2021             | US Lecce (prêt)       | Serie B               | 32          | 9           | 1                     | 1                     | -       | -       | 33    | 10    |
| Sous-total            | Sous-total            | Sous-total            | 32          | 9           | 1                     | 1                     | -       | -       | 33    | 10    |
| 2021-2022             | Aris Limassol (prêt)  | A' Katīgoria          | 24          | 9           | 0                     | 0                     | -       | -       | 24    | 9     |
| Sous-total            | Sous-total            | Sous-total            | 24          | 9           | 0                     | 0                     | -       | -       | 24    | 9     |
| Total sur la carrière | Total sur la carrière | Total sur la carrière | 278         | 67          | 15                    | 5                     | 4       | 0       | 297   | 72    |